# Eléonore Vergeot
Éléonore Alexandrine Vergeot, née à Estouilly (Somme) le 3 septembre 1820 et morte le 4 août 1886 au Vésinet, est une femme de chambre, maîtresse de Napoléon III. Elle était surnommée « la belle sabotière ».

## Biographie
Elle était la fille d'Antoine Joseph Vergeot, sabotier, puis gardien de prison, tisserand, et de sa femme Marie-Louise Françoise Éléonore Camus. Ses origines modestes annonçaient une existence dénuée d'originalité. L'arrivée à la forteresse de Ham, en 1840, du Prince Louis-Napoléon Bonaparte, condamné à la détention à la perpétuité, après sa seconde tentative pour s'emparer du pouvoir, allait bouleverser son destin. Elle avait tout d'abord été employée, en qualité de femme de chambre, auprès de Caroline O'Hara, infirmière, maîtresse et, plus tard, deuxième épouse du comte de Montholon qui, complice du prince, l'avait rejoint à Ham. Le 25 mai 1841, une lettre du ministre de l'Intérieur autorise, en outre, Éléonore Vergeot, à visiter et réparer le linge du futur Napoléon III. Une liaison ne tarde pas à se nouer avec celui-ci, sur laquelle l'autorité prend le parti de fermer les yeux. Il en vient successivement deux fils, Eugène et Alexandre, respectivement nés en 1843 et 1845, dont la jeune femme va accoucher à Paris.
L'idylle dure jusqu'à l'évasion du prince en 1846. À la faveur de cette longue intimité, Louis-Napoléon s'était employé à compléter l'instruction d'Éléonore, se faisant patient instituteur. À différentes reprises, au cours de ces années, elle avait rencontré Pierre Bure en visite à Ham : né à Paris, frère de lait de Louis-Napoléon, celui-ci gérait ses affaires. Elle l'avait retrouvé à Paris, lors de ses accouchements. Privée désormais de son illustre amant, bientôt installée à Paris, elle devient la maîtresse de Bure et en a un fils, Jean. Nommé, après le rétablissement de l'Empire, trésorier général de la Couronne, avec un traitement annuel de 30 000 F, fait chevalier, puis officier de la Légion d'honneur, Pierre Bure l'épouse à Paris, le 3 août 1858, et reconnaît le fils qu'elle lui avait donné ainsi que les deux qu'elle avait eus de Louis-Napoléon, tous trois déclarés nés de père inconnu. L'importance des biens constituant l'apport de la future épouse, dans le contrat de mariage (étude Delaporte, Paris le 2 août 1858), laisse deviner les libéralités de Louis-Napoléon à son égard.
Éléonore Vergeot s'éteignit au Vésinet. Ses restes reposent au cimetière Montmartre. Pierre Bure quant à lui était mort à Paris, le 17 janvier 1882.

## Sources
1. ↑  https://gw.geneanet.org/wikifrat?lang=pt&n=vergeot&p=eleonore+alexandrine

- Tulard, Jean (dir.), Dictionnaire du Second Empire, Paris, Fayard, 1995.